# St Catherine's College (Oxford)

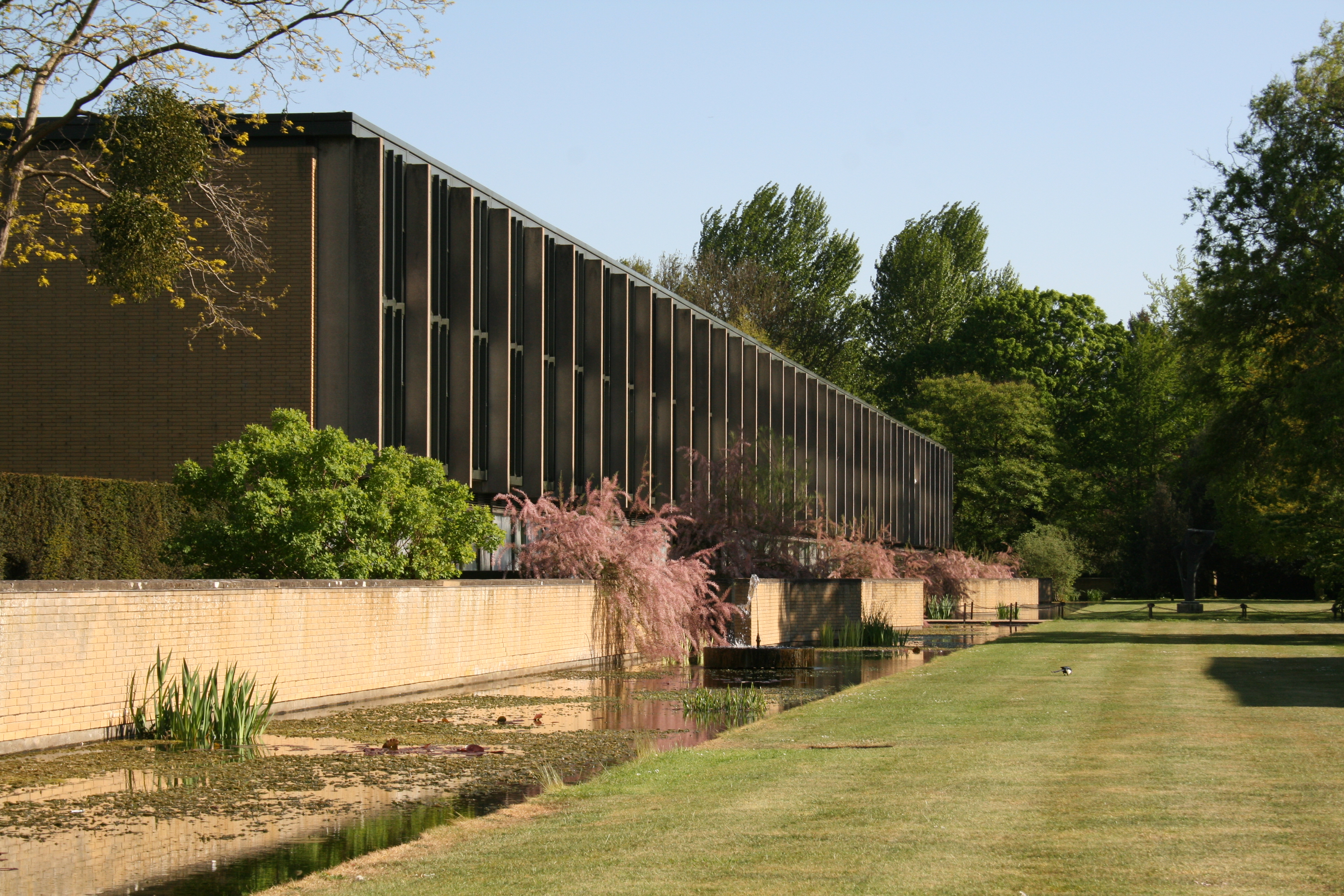
Oostaanzicht van het gebouw van St Caterine's College, dat werd ontworpen door Arne Jacobsen

Het St Catherine's College, ook wel St. Catz of Cats genaamd, is een van de (39) colleges die gezamenlijk de Universiteit van Oxford vormen en is tevens een van de grootste colleges van deze universiteit. Het motto van het college is Nova et Vetera  wat Het nieuwe en het oude betekent. Het college is genoemd naar Catharina van Alexandrië. De huidige rector magnificus is Kersti Börjars.

## Geschiedenis
Het St. Catherine's College is in 1962 opgericht door de historicus Alan Bullock die tevens de eerste rector magnificus was.
Het college komt voort uit de St. Catherine's club (oorspronkelijk de St. Catharine's Club) die in 1868 is opgericht om gratis onderwijs aan haar leden te geven. In 1931 is de naam veranderd in St Catherine's Society.
In 1974 werden voor het eerst vrouwelijke studenten toegelaten.

## Bekende alumni
(Sommige alumni studeerden aan het St Catherine's Society voor het officieel erkend was.)
- Benazir Bhutto, Pakistaans politicus, verkozen tot ´´Honorary Fellowship of the College´´ in 1989.
- Sir John Cornforth, winnaar van de Nobelprijs voor de scheikunde in 1975.
- Joseph Heller, Amerikaanse auteur en toneelschrijver, bekend van zijn werk Catch-22.
- David Hemery, atleet.
- Ray Jones, priester van de Church of England en voormalig aalmoezenier van de Royal Navy.
- Peter Mandelson, een van de architecten van New Labour, enkele malen Engels minister en vanaf 2004 Europees Commissaris voor handel tot begin oktober 2008.
- Sir John Vane, winnaar van de Nobelprijs voor de Fysiologie of Geneeskunde in 1992.
- John E. Walker, winnaar van de Nobelprijs voor de Scheikunde in 1997.
- Jeanette Winterson, Brits auteur.
- Rudolf Vleeskruijer, Hoogleraar in de Engelse taal en oudere Engelse letterkunde en oprichter van het toenmalige Engels instituut aan de Rijksuniversiteit Utrecht.